# Loïc Nestor
Loïc Nestor (ur. 20 maja 1989 w Pointe-à-Pitre) – francuski piłkarz pochodzenia gwadelupskiego występujący na pozycji obrońcy we francuskim klubie LB Châteauroux.

## Kariera klubowa
Nestor urodził się w Pointe-à-Pitre w Gwadelupie, jednakże w 2004 roku dołączył do zespołu młodzieżowego francuskiego Le Havre AC. W 2007 roku został wprowadzony do pierwszego zespołu. 6 listopada 2007 roku zadebiutował w Ligue 2, w spotkaniu przeciwko CS Sedan.
| Sezon   | Klub           | Kraj    | Rozgrywki | Mecze | Bramki | Rozgrywki Europy | Mecze | Bramki |
| ------- | -------------- | ------- | --------- | ----- | ------ | ---------------- | ----- | ------ |
| 2007/08 | Le Havre AC    | Francja | Ligue 2   | 15    | 2      | -                | -     | -      |
| 2008/09 | Le Havre AC    | Francja | Ligue 1   | 11    | 2      | -                | -     | -      |
| 2009/10 | Le Havre AC    | Francja | Ligue 2   | 17    | 0      | -                | -     | -      |
| 2010/11 | Le Havre AC    | Francja | Ligue 2   | 35    | 2      | -                | -     | -      |
| 2011/12 | Le Havre AC    | Francja | Ligue 2   | 30    | 0      | -                | -     | -      |
| 2012/13 | LB Châteauroux | Francja | Ligue 2   | 20    | 2      | -                | -     | -      |

Stan na: 17 stycznia 2013 r.

## Kariera reprezentacyjna
Nestor ma za sobą jeden występy w reprezentacji Francji do lat 21, który zaliczył w 2008 roku.

## Sukcesy
- 1. miejsce w Ligue 2: 2007/08